# 白根市

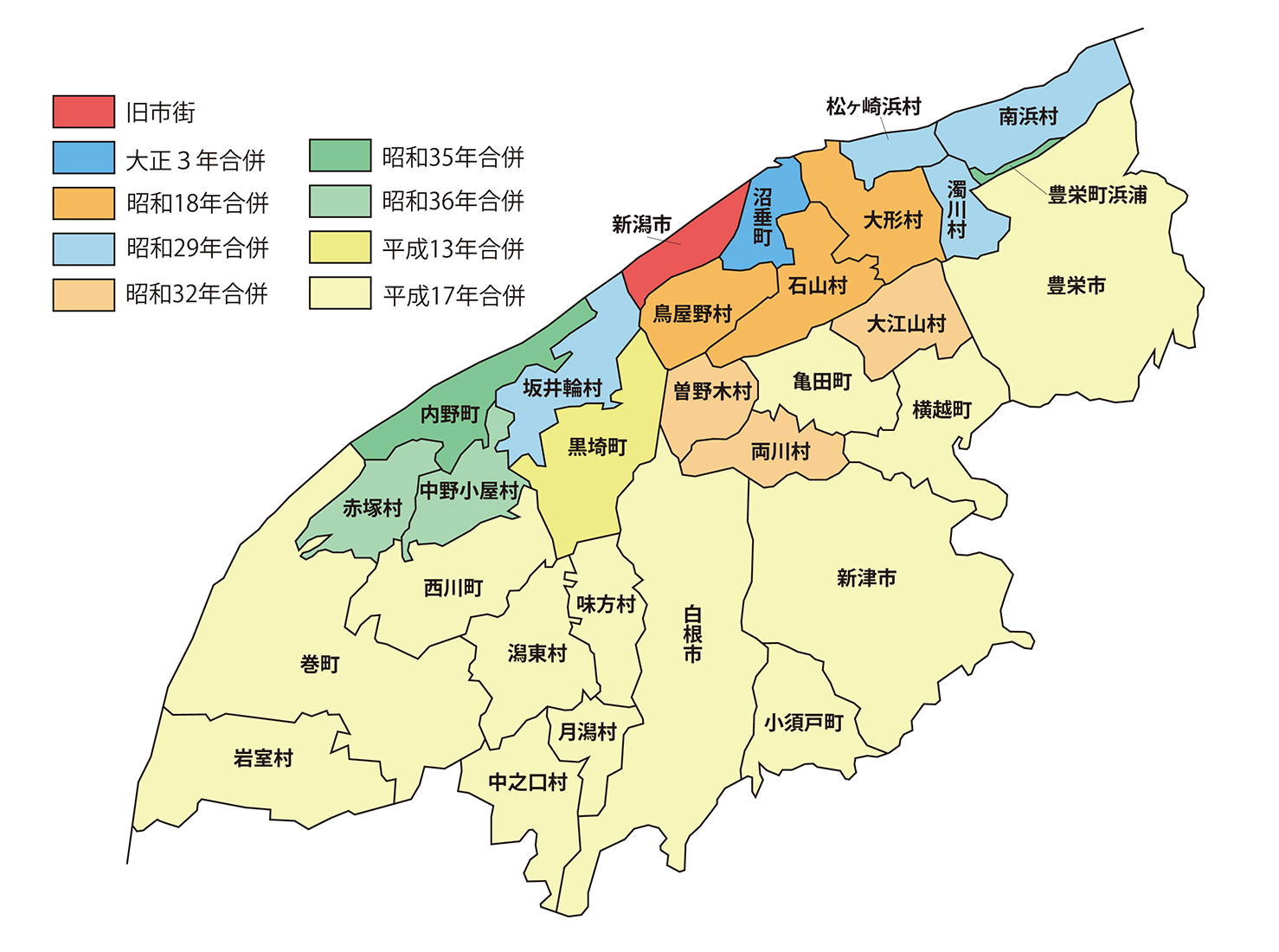
新潟市の合併市町村

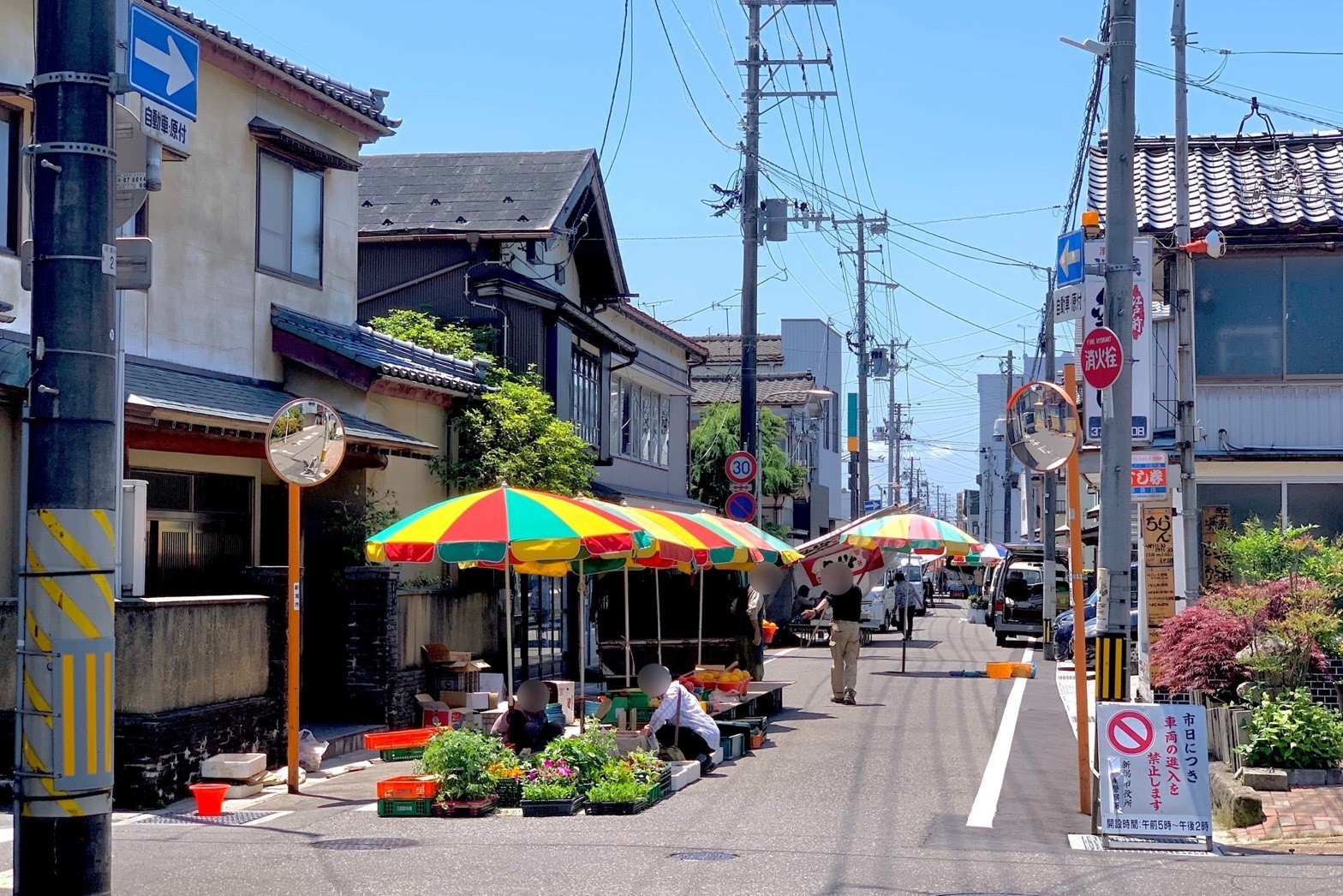
元禄年間から続くと言われる白根の定期市（六斎市）、
合併後の2020年5月撮影

白根市（しろねし）は、かつて新潟県下越地方にあった市。
2005年3月21日の新潟市への編入合併によって消滅し、現在は新潟市の政令指定都市移行により南区の一部となっている。
（以下の記述は合併直前当時の（旧）白根市に関しての記述であり、現在では名称等が異なる場合がある。なお、ここに記述されていない内容に関しては南区 (新潟市)などの記事も参照のこと）

## 概要
新潟市（旧：西蒲原郡黒埼町を除く）への通勤率は18.6%（平成12年国勢調査）。信濃川と中ノ口川に囲まれた輪中地帯「白根郷」の大部分を占める。果樹などの農業が盛んで、特に、「ル・レクチエ」など西洋梨の生産も多い。中ノ口川を挟んで対岸にある味方村（現：新潟市南区）との間で行なわれる白根大凧合戦が有名である。
市の中心部は江戸時代から中ノ口川の舟運によって栄え、1931年の白根町大火以降に再建された妻入りの町屋が現代でも多く残る。
「白根」を発音する上でのアクセントは標準語では「し」に置かれるが、地元では2文字目の「ろ」に置かれることもある（これは新発田、燕、新井など県内の3文字地名で多く見られるパターンである）。

## 歴史
- 1889年（明治22年）4月1日 - 町村制施行にともなう合併により、白根町、浄楽寺村、小吉村、林村、庄瀬村、菱潟村、新飯田村、茨曽根村、臼井村、大郷村、鷲巻村、根岸村が発足。

| 白根町   | 白根町、能登村、上諏訪村、下諏訪村、砂押、助次右衛門組                                                               |
| 浄楽寺村 | 小坂村、保坂村、十五間村、神屋村、鯵潟村、七軒村                                                                     |
| 小吉村   | 櫛下村、平潟村、平潟新田、万年村、蔵主村、戸頭村、上道潟、下道潟、沖新保村                                           |
| 林村     | 下木山村、上木山村、鍋潟村、和泉村、田中村、浦梨村                                                                   |
| 庄瀬村   | 庄瀬村、古川新田、飯島新田、兎新田、真木新田                                                                         |
| 菱潟村   | 菱潟村、菱潟新田、天王新田、牛崎村、牛崎新田、蜘手興野、次郎右衛門興野、鋳物師興野、十二道島村、上八枚村、庄瀬村分   |
| 新飯田村 | 新飯田町、新飯田村、上飯田                                                                                           |
| 茨曽根村 | 茨曽根村、丸潟、清水、茨新村、道潟、庚、東萱場村                                                                     |
| 臼井村   | 臼井村、小平次新田、下八枚村、小見新田、戸石新田、田尾、中山村、小蔵子村、古川村                                     |
| 大郷村   | 大郷村、犬帰新田、獺ヶ通新田、庄助新田、赤渋村、西酒屋村、頭内新田、東笠巻村、栗蒔村、遺留新田                       |
| 鷲巻村   | 上鷲ノ木新田、中鷲ノ木新田、下鷲ノ木新田、西笠巻村、西笠巻新田、引越村、東笠巻新田                                   |
| 根岸村   | 上高井村、中高井村、夏保新田、北田中村、高井興野村、山崎興野村、下山崎村、上塩俵新田、中塩俵新田、下塩俵新田、松橋村 |

- 1902年（明治35年）4月1日 - 白根町が浄楽寺村と合併し白根町となり、新たに庄瀬村と小林村が発足。

| 庄瀬村 | 庄瀬村、菱潟村、小吉村（上道潟、下道潟、沖新保）       |
| 小林村 | 林村、小吉村（櫛下、平潟、平潟新田、万年、蔵主、戸頭） |

- 1955年（昭和30年）3月31日 - 白根町が新飯田村、茨曽根村、庄瀬村、小林村、臼井村、大郷村、鷲巻村、根岸村と合併。
- 1956年（昭和31年）4月1日 - 加茂市から大字上新田が分離し、白根町に編入。
- 1959年（昭和34年）6月1日 - 市制施行し白根市となる。
- 1962年（昭和37年）8月1日 - 加茂市から大字五反田の一部が分離し、白根市に編入。
- 2005年 - 新潟市に編入合併し、消滅

### 市町村合併
- 2005年3月21日、新潟市に編入合併した。
  - 詳細は新潟市の行政区域の変遷を参照。

### 火災
白根では、過去にかつて大きな火災が2つあった。1つは1917年（大正6年）の新飯田大火と、もう1つは1931年（昭和6年）の白根大火である。

## 白根大火
白根大火（しろねたいか）とは、1931年（昭和6年）5月13日午後7時55分に白根町五六ノ町表通り西側中央で発生した火災、及びそれによる被害の総称である。 
| 現場       | 白根町五六ノ町表通り西側中央                     |
| 発生日     | 昭和6年 5月13日 午後7時55分頃                    |
| 被害地区   | 三の町 四の町 五六の町 魚町 能登 横町 左ヱ門小路 |
| 原因       | 不明                                             |
| 死傷者数   | 7人(死者＝１人、負傷者＝6人)                     |
| 被災戸数   | 492戸                                            |
| 全焼戸数   | 473戸 (住家＝386戸 非住家＝87戸)                 |
| 半焼戸数   | 18戸 (住家)                                      |
| 破壊戸数   | 1戸 (住家)                                       |
| 損害見積額 | 120万 (今では100億円)                            |

### 発生状況
火災が発生したのは、1931年5月13日午後7時55分頃。出火元は五六の町表通り西側より出火。火は消防隊と26組の他の町の消防組の協力により消された。被害に受けた被災地区は、三の町、四の町、五六の町、左ヱ門小路の四つの地区が火災の被害にあった。

### 復興
- 白根子行進曲

白根子行進曲とは、白根大火の復興祭として、「白猫」と「白根っ子(白根の人)」をかけ、白猫のお面と衣装を身に着けて商店街で仮装行列を行った祭りのこと。2019年（平成31年）10月に約90年ぶりに復活した。当時の様子は資料が少なく、復興祭の様子を写した貴重な1枚の写真から、商工会などで結成された実行委員会が復活させたと伝わる。90年前のため当時を知る方がおらず、この1枚の写真だけが復興祭の様子を知りえる唯一のものだった。このため当日では現代版としてアレンジし、新たな白根子行進曲となった 。

## 市街地構成
白根地区
中心市街地は白根中央部にある。旧：中蒲原郡白根町時代からの中心地であり、区役所、国道8号、県道66号などを中心に商店街、住宅地などが広がり、さらに中ノ口川右岸側や幹線道路沿いに集落が続く。この白根の中心街を取り巻くようにして能登、上下諏訪木、田中の各所に大型ショッピングセンター等を中心とした郊外型店舗の集積地があり、区内・市内各所や周辺市町からの買い物客が多数来訪する。
白根 （しろね）
1889年（明治22年）のまであった白根村の区域の一部。
能登 （のと）
1889年（明治22年）まであった能登村の区域。現在の新潟市南区能登。
上下諏訪木 （じょうげすわのき）
1889年（明治22年）まであった上諏訪村、下諏訪村の区域。現在の新潟市南区上下諏訪木。
助次右衛門組 （すけじうえもんぐみ）

1889年（明治22年）まであった助次右衛門組の区域。現在の新潟市南区助次右衛門組。
根岸地区
白根北部の大通・下塩俵では1970年代後半から住宅開発が急速に進捗した。この白根北部は、西区黒埼地区と生活圏が近接している。
大郷地区
信濃川左岸側にあり、新津市覚路津に接する。
鷲巻地区
臼井地区
信濃川左岸側にあり、新津市子成場に接する。
小林地区
庄瀬地区
信濃川左岸側にあり、田上町に接する。
茨曽根地区
新飯田地区
信濃川左岸側にあり、三条市に接する。

## 行政
市長：吉沢真澄（よしざわますみ）

### 歴代市長
特記なき場合『日本の歴代市長 : 市制施行百年の歩み』などによる。
| 代 | 氏名       | 就任                      | 退任                      | 備考       |
| -- | ---------- | ------------------------- | ------------------------- | ---------- |
| 1  | 長井子三郎 | 1959年（昭和34年）6月1日  | 1960年（昭和35年）12月6日 | 旧白根町長 |
| 2  | 吉沢正五   | 1961年（昭和36年）1月27日 | 1985年（昭和60年）1月26日 |            |
| 3  | 滝沢昌三   | 1985年（昭和60年）1月27日 | 1993年（平成5年）1月26日  |            |
| 4  | 竹内正     | 1993年（平成5年）1月27日  | 2001年（平成13年）1月26日 |            |
| 5  | 吉沢真澄   | 2001年（平成13年）1月27日 | 2005年（平成17年）3月30日 | 廃止       |

## 経済

### 産業
- 新潟・白根仏壇[9]
- 白根絞り
- 梨、ブドウ、桃などの果物栽培[10]

#### 果物栽培
- 主な栽培品として西洋梨ル・レクチェ栽培がある[11]。

新潟市南区を中心に、新潟県で2,030tが生産されており、日本での生産量の85％が新潟で作られており、日本梨の栽培に取り組んでいた新潟県白根市の農家小池左右吉氏は、日本梨と比べ西洋梨がロシア人の間で高値で取引されていることを知り、国内外から30余りの種類の西洋梨を取り寄せた。その中の1つであるル　レクチェは明治36年頃フランスのオルレアン地方から輸入され、様々な種類の西洋梨の栽培を始めるも、長い間日本では西洋梨の栽培方法がほとんど知られていなかったこともあり失敗続きであった。実が落ちやすく、安定した収穫ができないため、栽培は衰退の一途をたどり、安定した収穫が得られない中、わずかながら収穫したル　レクチェの実が美味だったことから、農家は自分で食べる分に少し残していたところ、いつしか高級料亭のデザートや古町芸者の間で密かなブームになりル　レクチェは注目を集め本格的な栽培に取り組むこととなった。呼び名としてロクチ、ルルクチー、ル・レクチーなど人によって様々だった呼び名は、昭和58年にル　レクチェに統一された。

## 教育

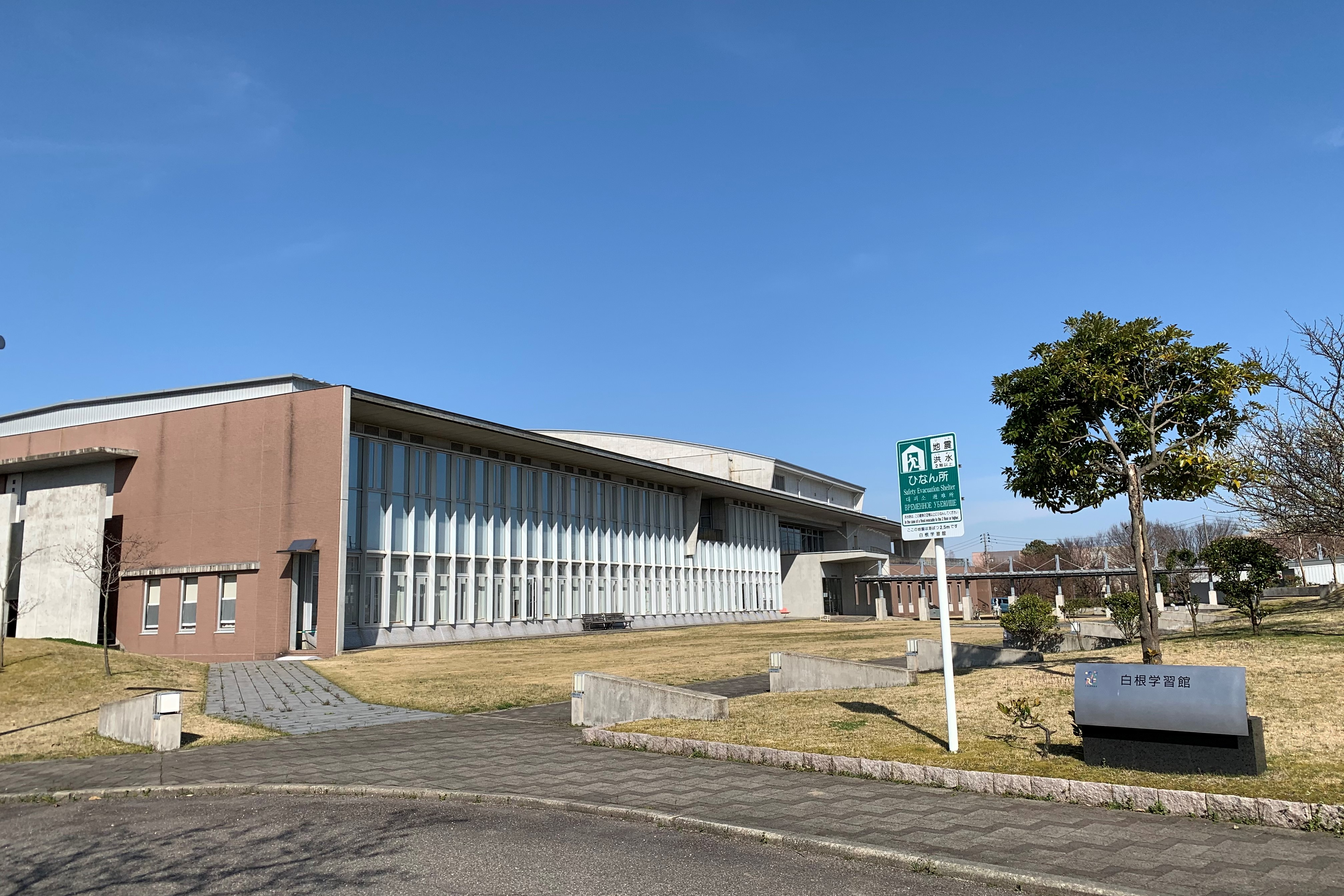
2000年にオープンした白根学習館（しろね図書館）、合併後の2020年3月撮影

2001年時点での高校の学区は三条市・燕市・巻町などと同一であった。

### 高等学校
- 新潟県立白根高等学校

### 小中学校
小学校
| 学校名       | 児童数 2003年度 |
| ------------ | --------------- |
| 白根小学校   | 763             |
| 新飯田小学校 | 109             |
| 茨曽根小学校 | 113             |
| 庄瀬小学校   | 140             |
| 小林小学校   | 267             |
| 臼井小学校   | 306             |
| 大鷲小学校   | 234             |
| 根岸小学校   | 274             |
| 大通小学校   | 523             |
| 計           | 2,729           |

中学校
| 学校名         | 生徒数 2003年度 |
| -------------- | --------------- |
| 白南中学校     | 215             |
| 白根第一中学校 | 588             |
| 臼井中学校     | 107             |
| 白根北中学校   | 537             |
| 計             | 1,447           |

## 交通

### 道路
国道
- 国道8号
  - 国道8号白根道路改良
- 国道460号

主要地方道
- 新潟県道2号新潟寺泊線
- 新潟県道9号長岡栃尾巻線
- 新潟県道41号白根安田線
- 新潟県道46号新潟大外環状線
- 新潟県道55号新潟五泉間瀬線
- 新潟県道66号白根西川巻線

### 鉄道
市域に鉄道路線はない。新潟交通電車線が中ノ口川対岸の黒埼町・味方村・月潟村・中之口村を走っており、味方村大字白根に当市の市街地の最寄駅である「白根駅」も設置されていたが、1999年4月に全線廃止された。
JRの最寄り駅は越後線の巻駅、越後曽根駅と、信越本線の新津駅、矢代田駅など。バス、タクシー、自家用車などでのアクセスとなる。

### バス
市内の幹線道路を中心に、新潟交通グループの新潟交通西が、隣接する潟東村にある同社潟東営業所を起点に市内各所の他、新潟市（万代シテイバスセンター）、新津、巻、西川、加茂、燕方面への路線バスを運行していた。この他、南部の新飯田地区からは同社が加茂、燕、三条方面への路線バスを運行していた。
また、市内外の公共交通についての指針を示した『白根市公共交通活性化構想』に基づき、2004年12月16日から白根市は新潟交通西に委託する形で、市中心部を起点とした4つのコースから成る市内循環バスの試験運行を開始した。これは後の新潟市南区区バスに相当する。なお、これに伴い同社の一部路線が廃止となった。

## 文化
- 白根大凧合戦
- 白根映画劇場 - 1969年の白根市では唯一の映画館[注 1]。
- 白根子行進曲 - 1931年の白根大火からの復興祝いで行われた仮装行列[19]。